# 小原雅之
小原 雅之（おばら まさゆき、1947年9月2日 -  ）は、日本の経営者。第四銀行頭取を務めた。

## 来歴・人物
新潟県新潟市出身。1970年に慶應義塾大学経済学部を卒業し、同年に第四銀行に入行した。2000年6月に取締役に就任し、2004年6月に常務、2007年4月に専務を経て、2008年4月には頭取に就任し、2012年6月までに務めた。